# Hradiště (Malovice)
Hradiště je malá vesnice, část obce Malovice v okrese Prachatice v Jihočeském kraji. Nachází se asi 2,5 kilometru jihozápadně od Malovic. Je zde evidováno 33 adres. V roce 2011 zde trvale žilo 51 obyvatel.
Hradiště leží v katastrálním území Malovice u Netolic o výměře 9,98 km², do kterého částečně zasahuje krajinná památková zóna Libějovicko-Lomecko. V lokalitě Na šancích se nachází vyvýšená plošina, ke se rozkládalo keltské hradiště.

## Historie
První písemná zmínka o vesnici pochází z roku 1405.

## Obyvatelstvo
| Rok            | 1869 | 1880 | 1890 | 1900 | 1910 | 1921 | 1930 | 1950 | 1961 | 1970 | 1980 | 1991 | 2001 | 2011 | 2021 |
| -------------- | ---- | ---- | ---- | ---- | ---- | ---- | ---- | ---- | ---- | ---- | ---- | ---- | ---- | ---- | ---- |
| Počet obyvatel | 151  | 147  | 110  | 139  | 133  | 117  | 122  | 96   | 105  | 95   | 75   | 61   | 58   | 51   | 50   |
| Počet domů     | 14   | 14   | 14   | 15   | 14   | 14   | 25   | 26   | 26   | 28   | 23   | 28   | 32   | 34   | 36   |